# سیارک ۱۸۷۷۵
سیارک ۱۸۷۷۵ (به انگلیسی: 18775 Donaldeng، نامگذاری:1999JD39) هجده هزار و هفتصد و هفتاد و پنجمین سیارک کشف شده‌است که در ۱۰ مه ۱۹۹۹ کشف شد.
قدر مطلق سیارک برابر ۱۴.۸ است.